# پارک چان-می
پارک چان-می (انگلیسی: Park Chan-mi؛ زادهٔ ۲۲ مهٔ ۱۹۶۴) بازیکن زن بسکتبال اهل کره جنوبی بود. وی در بازی‌های المپیک تابستانی ۱۹۸۸ شرکت کرده‌است.